# حیط
حیط روستایی در دهستان پارود بخش پارود شهرستان راسک استان سیستان و بلوچستان ایران است. این روستا در شمال شهر راسک و در مسیر جاده ایرانشهر - چابهار قرار گرفته‌است.
مولانا عبدالعزیز ملازاده از بزرگان اهل سنت منطقه در روستای حیط به خاک سپرده شده‌است.
آرامگاه مولانا عبدالله پدر مولوی عبدالعزیز ملازاده و فرزندش مولوی عبدالملک ملازاده از نقاط دیدنی این روستا است.

## جغرافیا
شغل اصلی مردم این روستا کشاورزی می‌باشد؛ در این روستا بیشتر محصولات گرمسیری نظیر انبه نخیلات مرکبات گواوا و کنار کشت می‌شود؛
از جاذبه‌های گردشگری این روستای زیبا چشمهٔ پرآب کلن می‌باشد، که همیشه پذیرای گردشگران زیادی از سراسر ایران می‌باشد، این چشمهٔ زیبا قدمتی چندصد ساله دارد که آبیاری مزارع این روستا را انجام می‌دهد،
طبیعت آن بکر می‌باشد و نخل بیشترین پوشش گیاهی این روستا را داراست، انبه و موز و پاپایا و زیتون یا جام در آن خیلی خوب میوه می‌دهند، همچنین این‌روستا یکی از بهترین و دیدنی‌ترین روستاهای سرباز می‌باشد، رودخانه زیبای سرباز از حاشیه این روستا می‌گذرد و نوبند و شاه جوهان از مزارع خوب کشاورزی آن می‌باشند، حیط همچنین دارای آبشارهای بکر رودکور که می‌باشد در آن‌استخرهای طبیعی به وفور یافت می‌شوند. نظر آباد یا کارگاه، کاشکان، سمسی درگ، نوبند، سهمان جزوقریه‌های این روستا می‌باشند.

## مردم
در روستای حیط طایفه‌های ملازاده، رندبلوچ، حملی، دهانی و همچنین آفریقایی تبارهای زیادی در این روستا ساکن هستند که در زمان حکومت رضاخان توسط بلوچهای ساکن این‌روستا به کار گماشته شده‌اند و هنوز هم در آن‌ساکن می‌باشند، همچنین قومی بنام استاها در آن‌زندگی می‌کنند که به حرفه آهنگری مشغولند.
دین مردم این روستا اسلام و مذهب اکثریت آنها سنی حنفی می‌باشد.
بر پایه سرشماری عمومی نفوس و مسکن در سال ۱۳۹۵ جمعیت این روستا ۲٬۴۵۴ نفر (۶۰۱خانوار) بوده‌است.